# Fluorid niobičitý
Fluorid niobičitý je anorganická sloučenina s chemickým vzorcem NbF4.

## Příprava
Fluorid niobičitý lze připravit rozkladem Nb2F5 při přibližně 1000 °C nebo redukcí fluoridu niobičného s niobem.

## Vlastnosti
Fluorid niobičitý je hygroskopická, paramagnetická, netěkavá černá pevná látka. Krystalizuje v tetragonální soustavě typu fluoridu cíničitého s prostorovou grupou I4/mmm (Číslo 139) a parametry mřížky a = 4,0876(5) Å, c = 8,1351(19) Å. Fluorid niobičitý absorbuje páru a na vlhkém vzduchu se mění na NbO2F. S vodou reaguje za vzniku hnědého roztoku a hnědé sraženiny. Sloučenina je ve vakuu stabilní asi do teploty 300 °C, ale nad teplotou 350 °C disproporcionuje na fluorid niobitý a niobičný:
2 NbF4 → NbF5 + NbF3